# Saverio Marconi
Francesco Saverio Marconi, lepiej znany jako Saverio Marconi (ur. 1 kwietnia 1948 roku w Rzymie) – włoski aktor telewizyjny, filmowy i teatralny, reżyser.

## Życiorys

### Kariera
Dorastał w Toskanii. Po ekranowym debiucie w dramacie kryminalnym Tonino Valerii Idź Gorilla (Vai Gorilla, 1975) z Fabio Testi, stał się znany dzięki roli Gavino w dramacie biograficznym braci Paolo i Vittorio Taviani We władzy ojca (Padre padrone, 1977), za którą otrzymał Srebrnę Wstęgę dla najlepszego aktora oraz był nominowany do nagrody BAFTA. Później pojawiał się również w dramacie braci Paolo i Vittorio Taviani Łąka (Il prato, 1979) z Michele Placido i Isabellą Rossellini, filmie telewizyjnym Giacomo Battiato Noc kryształowa (Il giorno dei cristalli, 1979) oraz dramacie Gillo Pontecorvo Operacja Ogro (Opération Ogre, 1980).
W latach osiemdziesiątych skoncentrował się na teatrze. Wraz z niewielką grupą w Tolentino założył szkołę aktorską i w roku 1988 firmę Rancia, gdzie został aktorem, reżyserem, producentem i dyrektorem artystycznym. Wśród jego produkcji znalazły się m.in.: West Side Story, Siedem narzeczonych dla siedmiu braci, Deszczowa piosenka, Grease, Hello, Dolly!, Pół żartem, pół serio, Taniec!, Pinokio, Kabaret, Cats, Rain Man, Happy Days i Kopciuszek. Wyreżyserował dwa musicale w Paryżu w Teatro Folies Bergère i prezentował sztukę Mac Gregor na Broadwayu. Był także reżyserem oper, koncertów i reklam, w latach 2003-2008 pełnił funkcję dyrektora artystycznego Teatro della Luna (obecnie Allianz Teatro) w Mediolanie. W 2008 roku odniósł sukces z włoską wersją disneyowskiego High School Musical. W 2012 roku powrócił do teatru jako aktor w Érica-Emmanuela Schmitta Zagadkowe odmiany (Variations énigmatiques).

## Wybrana filmografia

### Filmy fabularne
- 1975: Vai Gorilla ! jako Piero Sartori – brat Marco
- 1977: We władzy ojca (Padre padrone) jako Gavino
- 1978: Comincerà tutto un mattino: io donna tu donna
- 1978: Porca società
- 1978: Hotel Locarno
- 1979: Noc kryształowa (Il giorno dei cristalli, TV) jako Stefano
- 1979: Łąka (Il prato) jako Giovanni
- 1979: Operacja Ogro (Opération Ogre) jako Luque
- 1980: Kontrabanda (Luca il contrabbandiere) jako Perlante
- 1980: Eugenio (Voltati Eugenio) jako Giancarlo
- 1980: Razza selvaggia
- 1981: Delitti, amore e gelosia
- 1982: Buona come il pane
- 1984: Zakazana miłość (Un amour interdit) jako Nicolo
- 1984: Il ragazzo di Ebalus
- 2008: Paura: Lucio Fulci Remembered – Volume 1
- 2014: Tutto molto bello jako Calogero

### Seriale TV
- 1977: Uomini della scienza jako Capo brigata
- 1979: Mathias Sandorf jako Carpena
- 1988: Non basta una vita
- 2013: Il commissario Montalbano jako Michele Strangio